# 橘河野鯪
橘河野鯪（学名：Labeo capensis）為輻鰭魚綱鯉形目鯉科的其中一個種。分布於非洲橘河流域，體長可達50公分，喜棲息在水草茂盛的靜水區或砂石底質的流水區，屬雜食性，以藻類及有機碎屑等為食，繁殖期在夏季，可做為食用魚及養殖魚類。
其种加词“capensis”意为“南非开普省的/好望角的”。